# Peter von Brobergen
Peter von Brobergen, född 24 september 1634, död 1676, var en svensk ämbetsman.

## Biografi
Peter von Brobergen föddes 1634. Han var son till tullförvaltaren Henrik Peter von Brobergen och Christina Staffansdotter i Norrköping. von Brobergen blev 1673 kontrollör vid Stora sjötullen i Stockholm och fick 9 mars 1675 tullnärs karaktär. Han blev senare drottning Kristinas guvernementssekreterare i Pommern. von Brobergen avled 1676 och begravdes 13 januari samma år i Maria Magdalena kyrka i Stockholm. Han naturaliserades 21 februari 1678 till svensk adelsman, efter sin död, jämte sex av sina bröder och introducerades i Sveriges Riddarhus som nummer 883.

### Familj
von Brobergen gifte sig 8 maj 1662 i Norrköping med Emerentia Spalding (död 1713), dotter till handelsmannen Georg Spalding och Emerentia Burmeister. De fick tillsammans barnen Christina von Brobergen (1665–1665), Henrik von Brobergen (1666–1666), aktuarien Henrik Georg von Brobergen (1669–1708) i Kammarkollegium, assessorn Peter von Brobergen (1672–1726) och löjtnanten Anton von Brobergen (född 1674) vid Amiralitetet.